# Milinac
Milinac falu Horvátországban, Eszék-Baranya megyében. Közigazgatásilag Névnához tartozik.

## Fekvése
Eszéktől légvonalban 49, közúton 72 km-re délnyugatra, Diakovártól légvonalban 22, közúton 31 km-re nyugatra, községközpontjától 6 km-re északnyugatra, Szlavónia középső részén, a Dilj-hegység északkeleti lejtőin fekszik.

## Története
A település helyén a középkorban a Hmelinc nevű birtok létezett, melyet 1452-ben „Hmelincz” alakban említenek először. A név a komló szláv nevéből (hmelj) származott. A mai falu 18. század végén horvát lakosság betelepülésével keletkezett, akik falujukat Milincinek nevezték el. A név a Mile, vagy a Milin személynévből származik.
A településnek 1857-ben 59, 1910-ben 142 lakosa volt. Verőce vármegye Diakovári járásának része volt. Az 1910-es népszámlálás adatai szerint lakosságának 96%-a horvát anyanyelvű volt. Az első világháború után 1918-ban az új szerb-horvát-szlovén állam, majd később (1929-ben) Jugoszlávia része lett. 1991-től a független Horvátországhoz tartozik. 1991-ben lakosságának 95%-a horvát, 5%-a jugoszláv nemzetiségű volt. 2011-ben a falunak 28 lakosa volt. Egyike az ország kihalófélben levő településeinek.

## Lakossága
| Lakosság változása | Lakosság változása | Lakosság változása | Lakosság változása | Lakosság változása | Lakosság változása | Lakosság változása | Lakosság változása | Lakosság változása | Lakosság változása | Lakosság változása | Lakosság változása | Lakosság változása | Lakosság változása | Lakosság változása | Lakosság változása |
| ------------------ | ------------------ | ------------------ | ------------------ | ------------------ | ------------------ | ------------------ | ------------------ | ------------------ | ------------------ | ------------------ | ------------------ | ------------------ | ------------------ | ------------------ | ------------------ |
| 1857               | 1869               | 1880               | 1890               | 1900               | 1910               | 1921               | 1931               | 1948               | 1953               | 1961               | 1971               | 1981               | 1991               | 2001               | 2011               |
| 59                 | 80                 | 79                 | 95                 | 117                | 142                | 127                | 165                | 116                | 147                | 150                | 109                | 97                 | 64                 | 47                 | 28                 |

## Nevezetességei
Szent Lukács evangélista tiszteletére szentelt római katolikus temploma.